# Abu Zaid Umar Durda
Abu Zaid Umar Durda (arabiska: أبو زيد عمر دوردة, Abū Zaid ʿUmar Dūrda), född 4 april 1944, död 28 februari 2022, var en libysk politiker och diplomat. Han var Libyens regeringschef mellan 1990 och 1994 och Libyens FN-ambassadör mellan 1997 och 2003. Han har också varit Libyens ambassadör i Ottawa.
År 2009 efterträdde Durda Mussa Kussa som underrättelsechef i Libyen.